# Vídeňský mír
Vídeňský mír byl uzavřen 26. listopadu 1276 mezi římským králem Rudolfem I. Habsburským a českým králem Přemyslem Otakarem II.

## Klatba
Po zvolení Rudolfa Habsburského (bez vědomí českého panovníka) za římskoněmeckého krále udělal Přemysl několik chyb, kterých Rudolf uměl mistrně využít. [zdroj?] Jeho silnou zbraní byla propaganda, kdy Otakara prezentoval nikoli jako polovičního Štaufa, ale jako pyšného Slovana, který tyransky vládne Němcům a navíc okradl Babenberky. [zdroj?]
Přemysl navíc rozhlašoval, že Rudolfovu volbu nikdy neuzná a poslal mu žebráckou mošnu. Rudolf si získal pověst chudého poctivého krále, od začátku Otakara vyzýval, aby se vzdal všech nečeských držav - mír byl už tehdy těžko dosažitelný a snad i nemožný. [zdroj?] Přemysl se postupně dostává do politické izolace. Vystupovali proti němu jeho nepřátelé i bývalí spojenci včetně papežské kurie, kterou po celou dobu vlády podporoval a byla nad ním dokonce vyslovena církevní klatba.[zdroj?]
Roku 1275 byl Rudolfem Habsburským prohlášen za zbavena vlády, jelikož ho stále neuznal za římského krále a nepřijal české země v léno, a nad Přemyslem byla vyhlášena tentokrát říšská klatba (acht). Ta de facto znamenala otevřenou výzvu šlechtě ke vzpouře. [zdroj?]

## Mír
"Rudolf zamýšlel současným útokem ze všelikých stran rozděliti a zemdlíti moc Otakarovu. Sám chtěl s falckrabím Ludvíkem hlavní vojsko vést od Rýna přes Norimberk a Cheb do Čech a táhnouti ku Praze, proto poručil purkrabímu norimberskému zmocniti se napřed pomezních hradů a průsmyků českých. Tyrolský hrabě měl dobývati Korutan, Krajinska i Štýrska. Rudolfův syn měl ze Salcburka s arcibiskupem táhnouti přímo do Rakous. Uherský král slíbil vpadnouti s vojskem uherským do dolejších Rakous a lehkou jízdou zabíhati přes Moravu a do Čech."
Přemysl očekával, že Habsburk zaútočí na obklíčené Čechy a také na pomoc svého spojence Jindřicha Bavorského. Tomu ale Rudolf slíbil ruku své dcery a Jindřich mu umožnil projet svou zemí do Rakouska. Rakouská šlechta vypověděla Otakarovi poslušnost, navíc už nebylo možné zabránit spojení Rudolfa s Ladislavem Kumánem. Armády se už téměř střetly, ale v Čechách v té době vypukla pečlivě načasovaná vzpoura Vítkovců a Rýzmburků. Na obou frontách Přemysl bojovat nemohl. Jestliže chtěl zachránit alespoň domácí trůn, musel se vydat Rudolfovi na milost a nemilost. Jeho vojsko čítalo dvacet tisíc mužů. Protivník byl pětkrát silnější.

## Předehra k bitvě
Český král musel bez boje přijmout podmínky německého krále a přijmout v léno Čechy a Moravu. Vzdal se vlády v alpských zemích i v Chebsku, zaručil povstalcům beztrestnost, ruku své dcery Kunhuty Rudolfovu synovi Hartmanovi a syna Václava přislíbil Gutě Habsburské nebo jedné z jejích sester.
Po návratu do Čech král vzpouru tvrdě potlačil a Boreš z Rýzmburka skončil na popravišti. Princezna Kunhuta vstoupila do kláštera. Rudolf Habsburský stupňoval podmínky, jeden čas měla být pozměněna i Zlatá bula sicilská. Rudolf usiloval o přímé podřízení českých králů římskoněmeckému panovníkovi. Tento požadavek byl nereálný, neboť jednotliví kurfiřti byli nezávislí a český král měl mezi nimi vždy zvláštní postavení. Nebylo tedy možno se zbavit české státnosti. Sám Rudolf dodatkovou smlouvu odmítl.
„Jen trpělivost, přátelé.“ Muže, které Přemysl právem považoval za své poddané, zval Rudolf „svými služebníky.“ Borešovi z Rýzmburka přísahal: „Při žezle královském i nejvyšší pravdě Kristově tě nikdy neopustím, nýbrž tě ochraňovati budu jako syna vlastního. Vznešená ruka krále římského vyrve ho z rukou ničemníka!“
„Psaní Vaší Výsosti o Vítkovcích a jiných Vašich služebnících obdržel jsem,“ psal český král Rudolfovi v říjnu 1277. „Že by tito Vaši čeští služebníci, jak pravíte, měli býti do Vašeho míru pojati, o tom já nijaké neměl jsem známosti. Netanulo mně ani na mysli, že by kdo z mých zemanů, zejména těch, kteří mně ve službě a věrnosti zavázáni jsou a kterých všechen rod odnepaměti předkům mým výhradně poddán býval, měl do úmluvy Vaší pod jakýmikoli přikrytím pojímán býti…!“
Přemysla nedohnal k bitvě na Moravském poli nedostatek soudnosti nebo neschopnost smířit se se ztrátou velmocenského postavení, jak se dlouho tradovalo. „Mám k Vaší lásce důvěru, že starodávných práv mého království raději přimnožiti nežli ujímati ráčíte. I já jsem údem oné říše, která zeslabováním údů svých síly nabývati nemůže.“ Bylo to už ovšem zbytečné gesto. Dante píše o tom, že Otakara opustilo štěstí, nicméně se k českému králi tou dobou opět začali přiklánět rakouští páni proti přísné, byť vypočitatelné, vládě Rudolfově. Další konflikt byl nevyhnutelný.